# Про війну
Про війну (нім. Vom Kriege) — книга про війну і військову стратегію прусського генерала Карла фон Клаузевіца (1780—1831), написана в основному після Наполеонівських війн, між 1816 і 1830 роками, і опублікована посмертно його дружиною Бруно Марією фон Вон в 1832 році. Це один з найважливіших трактатів з військово-політичного аналізу і стратегії, коли-небудь написаних, який залишається як спірним, так і впливовим для стратегічного мислення.

## Історія
Після Французької революції Клаузевіц був глибоко натхненний Наполеонівською політикою, що суттєво змінила правила ведення війни залучивши підтримку морального духу і мотивування населення, задля розв'язання війни більших масштабів, ніж це було раніше можливим в Європі. З чого випливали нові висновки про вагомість моральних сил в бою, котрі здатні повпливати на результат. Сам Клаузевіц був добряче освіченим і мав схильність до мистецтва, історії, науки та освіти. За фахом значився як військовим, який провів значну частину свого життя у боротьбі з Наполеоном. Він пережив завзяття французької революційної армії (1792—1802) у порівнянні з арміями старого ордену з примусовим набором новобранців. Знання набуте на полі битви й політичний досвід у поєднанні з глибокими пізнаннями європейської історії лягло в основу роботи.

## Переклади українською
Карл фон Клаузевіц. Природа війни; пер. Руслан Герасимов — Харків: Vivat, 2018. — 416 с.